# Hormone trophique
Une hormone trophique est une hormone qui stimule la production d'une autre hormone. Trophique est le terme pour qualifier l'action de nourriture d'un tissu vivant, ce type d'hormone est trophique puisqu'elle nourrit le tissu qu'elle cible en informations.
Elle est donc produite dans une chaîne ou cascade métabolique faisant intervenir plusieurs organes régulant une fonction.
Le concept d'hormone trophique est donc fonctionnel et indépendant de la nature chimique de l'hormone qui peut être un peptide ou une glycoprotéine par exemple.

## Fonctionnement et exemples
Dans la chaîne fonctionnelle classique du système endocrinien tout part  de l'hypothalamus (et y revient souvent) qui produit des neurohormones, lesquelles interviennent sur l'hypophyse et plus particulièrement sur sa partie antérieure dite antéhypophyse. Les hormones dites trophiques sont donc principalement des hormones antéhypophysaires qui stimulent la sécrétion d'autres glandes endocrines. 
Les principales hormones trophiques sont :  l'hormone de croissance (GH) qui va intervenir dans les métabolismes protéiques, lipidiques et glucidiques et bien sûr dans le processus de croissance et de puberté, 
l'hormone folliculo-stimulante (FSH),  l'hormone lutéinisante (LH), la thyréostimuline (TSH) et la corticotrophine (ACTH). Pendant la grossesse, le placenta produit l' hormone chorionique gonadotrope humaine (hCG) qui a une fonction d'hormone trophique car en maintenant l'activité endocrine du corps jaune pendant plusieurs mois elle est responsable de la sécrétion de progestérone et d'œstrogène. 